# Vade retro satana

Vade retro satana („Du-te înapoi, Satan” sau „Dă-te înapoi, Satan”) este o formulă catolică medievală de exorcism, înregistrată într-un manuscris din 1415 găsit în Mănăstirea Benedictină Metten în Bavaria iar originea sa este în mod tradițional asociată cu benedictinii.

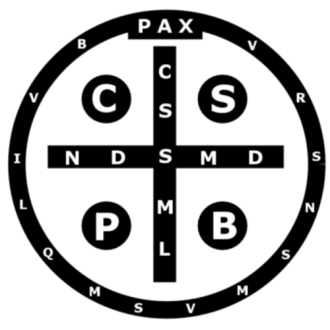
Abrevierea textului Vade Retro Satana (V R S) pe versoul medaliei Sf. Benedict.

În tradiția catolică actuală, formula (uneori redusă doar la Vade retro), este folosită pentru a respinge orice posibil lucru sau întâmplare rea. Inițialele acestei formule (VRSNSMV SMQLIVB sau VRS:NSMV:SMQL:IVB) au fost de multe ori gravate în jurul crucifixurilor sau a Medaliilor Sfântului Benedict, cel puțin din 1780.
Fraza vade retro satana (de multe ori scris vade retro satanas, sau sathanas), este, de asemenea, utilizată ca un dispozitiv de proză spirituală sau academică, disociată de implicațiile sale religioase, pentru a exprima respingerea puternică a unui lucru sau a unei întâmplări inacceptabile. Și anume, în sensul de nu mă ispiti!, Nu voi avea nimic de-a face cu asta, și așa mai departe.

## Textul
În latină textul spune:
Crux sacra sit mihi lux / Non draco sit mihi dux
Vade retro satana / Numquam suade mihi vana
Sunt mala quae libas / Ipse venena bibas.
Sfânta Cruce fie lumina mea / Nu dragonul să îmi fie ghid
Dă-te înapoi, Satan / Nu mă ispiti cu lucruri deșarte
Ceea ce-mi oferi este rău / Îți bei singur otrava.

## Origini și istorie
Versetul Vade retro Satana este similar cu o frază spusă de Isus lui Petru din Noul Testament al Bibliei Vulgata, Evanghelia după Marcu 8:33: „vade retro me satana”(„Înapoia Mea, Satano!”).
Originea exactă a pasajului nu este clară. Pasajul a intrat în atenția generală în 1647, când femeile care au fost persecutate pentru vrăjitorie au declarat că au fost în imposibilitatea de a face rău acolo unde exista o cruce, astfel Mănăstirea Benedictină Sf. Mihail din Metten a fost îndeosebi scutită de influența lor. O căutare a mănăstirii a arătat că erau pictate cruci pe pereți cu inițialele formulei. Sensul acestor literele a rămas un mister pentru un timp, până când s-au găsit versurile complete, într-un manuscris datând din 1415 în biblioteca abației, alături de o imagine a Sf. Benedict. Aceeași formulă a fost găsită ulterior într-un manuscris austriac din 1340-1350.
Formula a primit aprobarea de la Papa Benedict al XIV-lea, și a devenit o parte din ritualului romano-catolic în 1742. Popularitatea formulei a crescut considerabil în secolul al XIX-lea, în principal datorită eforturilor depuse de Leo Dupont. 
Vade retro Satana rămâne o parte a ritualului romano-catolic ca urmare a revizuirii ritualului din secolul XX, promulgarea sa finală fiind din 1999, în „De Exorcismis et Supplicationibus Quibusdam” (Exorcismelor și anumitor rugăciuni).